# Vementry
Vementry es una isla localizada en el arcipiélago de las Shetland, en Escocia. La isla se encuentra localizada al norte de la costa oeste de la isla Mainland y al sur de Muckle Roe.
La isla ocupa una superficie de 3 km² y está deshabitada. La isla es conocida por albergar cairns bien preservados y emplazamientos de tiro de la Primera Guerra Mundial.
No hay servicio de ferry a Vementry, aunque el pastor ocasionalmente realiza un corto viaje desde su granja en Mainland para trabajar con su ganado en la isla.
- Datos: Q3192009
- Multimedia: Vementry / Q3192009